# HD 30432
HD 30432 eller HR 1526, är en ensam stjärna i mellersta delen av stjärnbilden Gravstickeln. Den har en skenbar magnitud av ca 6,04 och är mycket svagt synlig för blotta ögat där ljusföroreningar ej förekommer. Baserat på parallax enligt Gaia Data Release 3 på ca 10,5 mas, beräknas den befinna sig på ett avstånd på ca 310 ljusår (ca 95 parsek) från solen. Den rör sig närmare solen med en heliocentrisk radialhastighet på ca -6 km/s. Eggen (1993) listar den som medlem av den gamla skivpopulationen.

## Egenskaper
HD 30432 är en orange till gul jättestjärna av spektralklass K1 III, som befinner sig på den röda jättegrenen. Den genererar energi genom kärnfusion av väte i ett yttre skal kring en inert heliumhärna. Den har en massa som är ca 2,8 solmassor, en radie som är ca 9,5 solradier och har ca 39 gånger solens utstrålning av energi från dess fotosfär vid en effektiv temperatur av ca 4 800 K. Liksom de flesta jättar roterar HD 306432 långsamt med en projicerad rotationshastighet som är mindre än 1,3 km/s.